# Hermandad del Remedio de Ánimas (Córdoba)
La Muy Humilde y Antigua Hermandad Sacramental del Santísimo Cristo del Remedio de Ánimas y Nuestra Señora Madre de Dios en sus Tristezas es una Hermandad de culto católico de Córdoba. Tiene su sede canónica en la Real Iglesia de San Lorenzo y hace su Estación de Penitencia en la tarde-noche del Lunes Santo, siendo una de las Cofradías más destacadas y señeras de la Semana Santa Cordobesa, por su arraigada devoción y genuina personalidad.

## Historia
A finales del siglo XV se constata la existencia de corporaciones de Ánimas en las Parroquias cordobesas de San Agustín, San Andrés, Santa Marina y San Lorenzo. De esta última, está confirmada su actividad en el año 1545 cuando son catadas sus reglas por dos hermandades de ánimas extraparroquiales, las de los hospitales de San Martín y San Sebastián. 
El mercedario Fray Pedro de Salazar, nacido en Málaga en 1630, llegó a Córdoba en enero de 1687, donde permaneció hasta su traslado a Roma. Durante su estancia en la ciudad, el Cardenal Salazar mantiene una estrecha vinculación con el Padre Cristóbal de Santa Catalina, al que presta apoyo en su gran labor asistencial en el antiguo hospital de la calle Carchenilla, en el barrio de San Lorenzo. Aquí comienza su relación con este enclave del casco histórico. Motivado por la cercanía, el Cardenal Salazar sería el que promoviera y firmara los estatutos de la Hermandad de Ánimas de San Lorenzo en 1690, antecedente de la actual.
A lo largo del siglo XVIII la cofradía de Ánimas se encuentra en un estado de decaimiento. Las desamortizaciones del siglo XIX le supondrán el golpe definitivo sin que la fusión con la sacramental de San Lorenzo pueda evitar su extinción, si bien la devoción popular hacia su Crucificado Titular no decae. 
El 17 de abril de 1949 se produce una reunión para refundar la Hermandad del Santísimo Cristo de los Remedios y Benditas Ánimas del Purgatorio. En esta reunión hay catedráticos de bachillerato, teólogos, pintores y literatos vinculados al grupo "Cántico", que van a dotar a la reemergente corporación de una estética singular, fruto de la profundización en el conocimiento de sus raíces históricas. Así se nombra una comisión encargada de la elaboración de los estatutos, inspirados en los del año 1690. Estas nuevas reglas serán aprobadas por el obispo fray Albino el 23 de diciembre de 1949, nombrándose diez días después la primera Junta de Gobierno dirigida por D. Francisco Torralba Molina.
El Lunes Santo de 1951, la Cofradía realiza su primera estación de penitencia que presentaba una serie de innovaciones estéticas que sorprendieron a los cordobeses como es el caso de celadores con crótalos de madera en vez de las campanitas tradicionales, sustitución de los cirios de los nazarenos por faroles del Viático, fúnebres tañidos de campanas al paso de la comitiva o el canto del Miserere de las religiosas del hoy desaparecido convento de Santa María de Gracia.

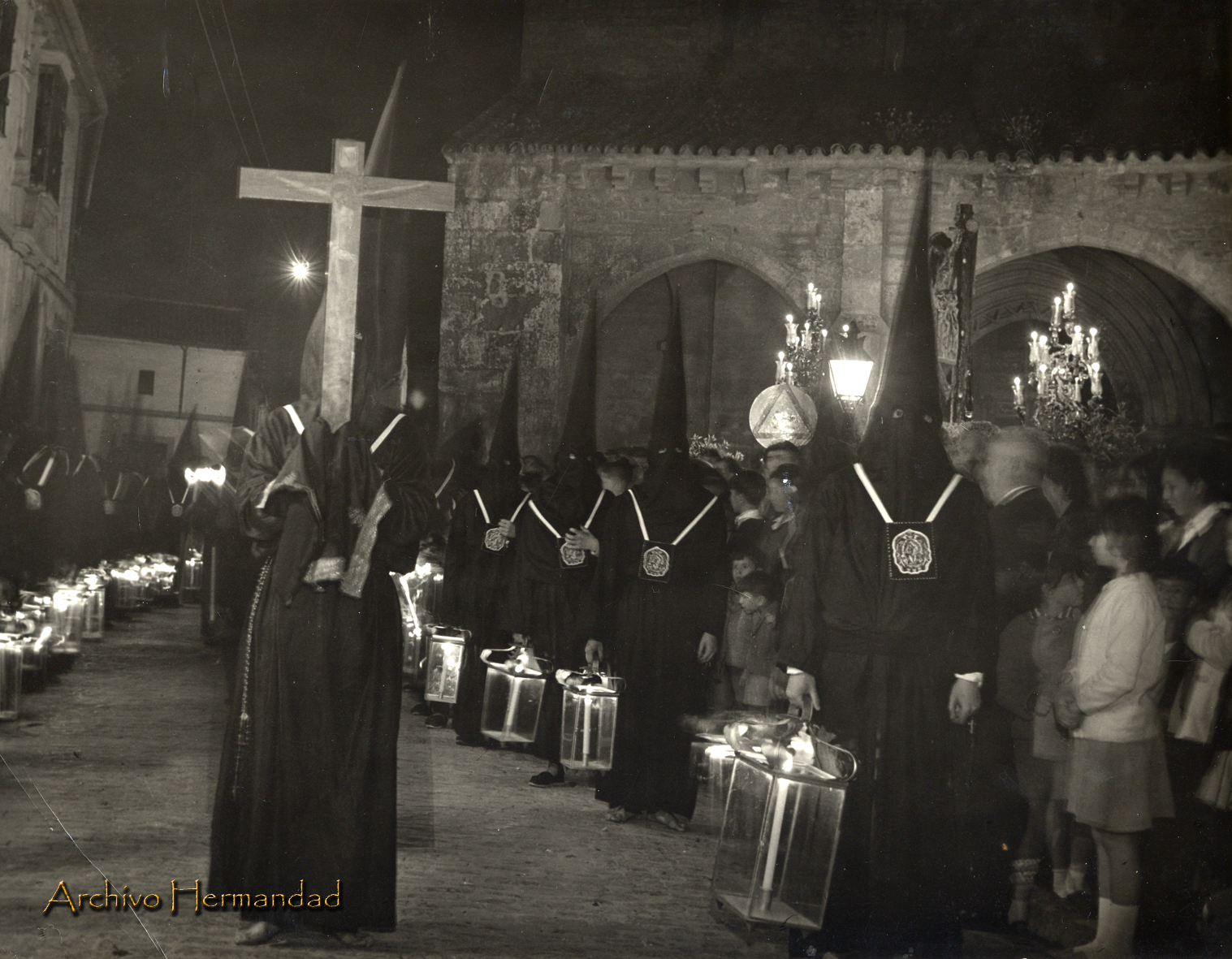
Añeja fotografía de la salida Procesional de la Cofradía.

Por desacuerdo con el cambio en la carrera oficial fijada por la Agrupación de Cofradías, la Hermandad de Ánimas, con permiso expreso del obispo Fernández Conde, incumplió el itinerario fijado en el año 1961, lo que le llevó a un fuerte contencioso con la Agrupación, zanjado con la dimisión de la Junta de Gobierno el 11 de febrero de 1962. Ni ese año ni el siguiente realizó su salida procesional, lo que casi provocó la desaparición de la corporación. 
El 10 de julio de 1963 un pequeño grupo de cofrades se pone en contacto con el párroco de  su sede canónica para poner fin a la situación planteada, contando con el beneplácito de la autoridad eclesiástica. Recuperada la normalidad, la hermandad se reintegra a las procesiones de nuestra Semana Santa en 1964. Hasta el año 1972 la hermandad permanece fiel a su cita de cada Lunes Santo, si bien su vida interna pasó por distintos altibajos. 
En el año 1973 se produce el estreno de un nuevo paso que permitía el inicio de la estación de penitencia desde el mismo interior de San Lorenzo. En el año 1976, la lluvia obliga a suspender la estación de penitencia del Lunes Santo, pero la hermandad la realiza el Jueves Santo aprovechando el hueco que había dejado la hermandad de las Angustias por la restauración de sus titulares.

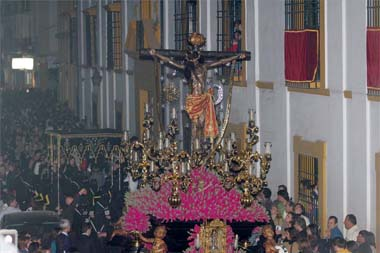
Cristo del Remedio de Ánimas en su Estación de Penitencia.

En el año 1975 se produce la incorporación de su Dolorosa Titular, Nuestra Señora Madre de Dios en sus Tristezas. Con motivo de una visita del hermano mayor a la localidad sevillana de Écija, para adquirir un templete para la reliquia de la Santa Espina que figuraba en el frontal del paso del Señor, se conoce la existencia de una talla mariana, propiedad de un particular, que podría encajar con la línea de la Cofradía. Así, siente días después la hermandad se hacía con la imagen que era aceptada por el cabildo general de hermanos. Tras la confección de un candelero y una primera restauración encomendada a Miguel Arjona y Miguel del Moral, la imagen es bendecida el 10 de noviembre de 1975. La primera salida procesional de esta imagen, en 1977, ha sido la única vez en la que un titular de la Cofradía ha sido procesionado llevado por costaleros, haciéndolo en un paso que posteriormente fue vendido a la Hermandad del Resucitado de Puente Genil. La experiencia no fue positiva y la Virgen tuvo que esperar hasta el año 1983 para volver a salir el Lunes Santo, ya sobre ruedas. Fue entre 1981 y 1988 cuando se desarrolla el trabajo de Miguel Arjona para realizar su peculiarísimo paso.
En el mismo 1977, la Hermandad de Ánimas acogió como filial a la Hermandad de la Entrada Triunfal, la cual estará bajo su tutela hasta 1981.
En el año 1982, la Cofradía consigue la erección en una capilla propia de la Parroquia de San Lorenzo. Asimismo, el 10 de abril de 1984 se le impone a la imagen de la Dolorosa una corona de plata labrada por Alfonso Luque Morales, según un diseño de Miguel Arjona Navarro y que fue costeada por las donaciones de los hermanos. 
Entre los años 1991 y 1997 se termina el paso de Nuestra Señora Madre de Dios en sus Tristezas, completándose la candelería en plata entre 1991 y 1997, el bordado del manto y de la saya entre 1993 y 1996 y el de las gualdrapas en 1997.
En el año 2006, con motivo de unas obras de restauración que se acometen en la Parroquia de San Lorenzo, la Hermandad traslada el día 28 de diciembre de forma solemne a sus Titulares hasta las dependencias de la Casa de Hermandad, regresando a San Lorenzo en marzo de 2009 tras su reapertura. Durante este tiempo, realizó su salida el Lunes Santo desde el Colegio de los Salesianos, próximo tanto a su Casa de Hermandad como a la Iglesia de San Lorenzo. 

## Titulares

### Santísimo Cristo del Remedio de Ánimas

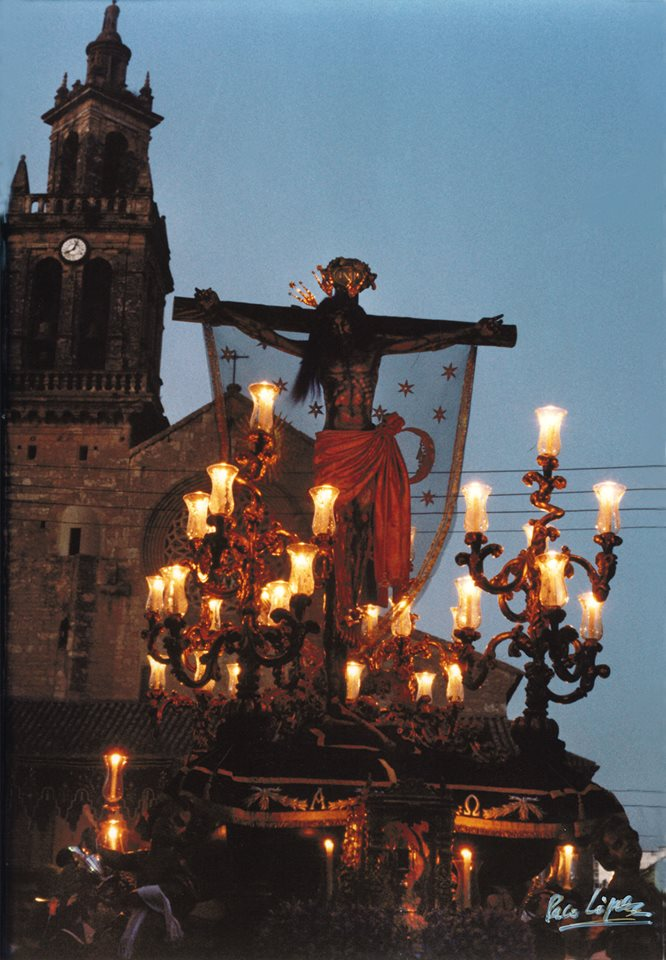
Stmo. Cristo del Remedio de Ánimas iniciando su Estación de Penitencia.

La Imagen del Santísimo Cristo del Remedio de Ánimas afincado en el Barrio de San Lorenzo, es una de las imágenes más queridas y de arraigada devoción de la ciudad. De autor desconocido, datado en torno al siglo XVI, de Escuela Genovesa, representa a Cristo sorprendido por la muerte. La imagen fue restaurada en 1950 por el imaginero Miguel del Moral y en 2014 por la restauradora Ana Infante.
Este arcaizante Crucificado, de formas simples y a la vez expresivas, tiene falta de tensión debido a la relajación post mortem, gira la cabeza dulcemente hacia la derecha, dejando caer su espesa melena de pelo natural, aunque debajo de la misma se encuentra el cabello tallado, al igual que en el caso del "sudario" que cubre el paño de pureza que también se encuentra tallado. El rostro es fiel reflejo de lo sucedido, impasible, sereno y dormido. La boca se encuentra entreabierta y la barba y el bigote muy trabajados. A los pies siempre presente, la calavera y las dos tibias cruzadas símbolo de la muerte y la redención del género humano.
La Cruz es arbórea y es la original, lleva el «titulum» en madera dorada enmarcado en una pequeña cartela. Del patíbulo de la Cruz cae el Velo de las Tinieblas,símbolo iconográfico y personal del Señor de San Lorenzo, recordando las "tinieblas que se adueñaron de la tierra desde las seis hasta las nueve, tras la muerte de Cristo". En el velo pueden distinguirse las estrellas, el Sol en el lado derecho y la Luna en el izquierdo, está bordado en hojilla de oro y plata, sobre tul negro. Los atributos como las potencias, corona de espinas, y los clavos son de oro de ley y rubíes. Los clavos presentan la peculiaridad de tener forma de azucenas,al igual que en la corona de espinas presenta flores trenzadas, símbolo de la sangre de Cristo, ya que solo puede nacer vida de ella.  
El paso del Señor está realizado en madera en los Talleres de Jiménez Arenas en 1973, bajo diseño de Miguel del Moral, inspirado en la tumba del Cardenal Salazar, la cual se encuentra en la Mezquita Catedral. Está Iluminado por cuatro candelabros de guardabrisa en madera y oro, Capilla central donde preside la "Santa Espina", realizado en madera dorada y orfebrería en plata de Ley, obra de Miguel Arjona y Emilio León. En las esquinas cuatro grandes ángeles en madera sin policromar, portando atributos Pasionistas, obra del cordobés Amadeo Ruiz Olmos. Y faldones conformados por varias piezas, bordados en oro y sedas, con escenas del Vía crucis, Escudos Heráldicos y Religiosos, y una magistral catequesis teológica, alegórica y mitológica, ejecutados por el bordador José Luis Guerra.

### Nuestra Señora Madre de Dios en sus Tristezas

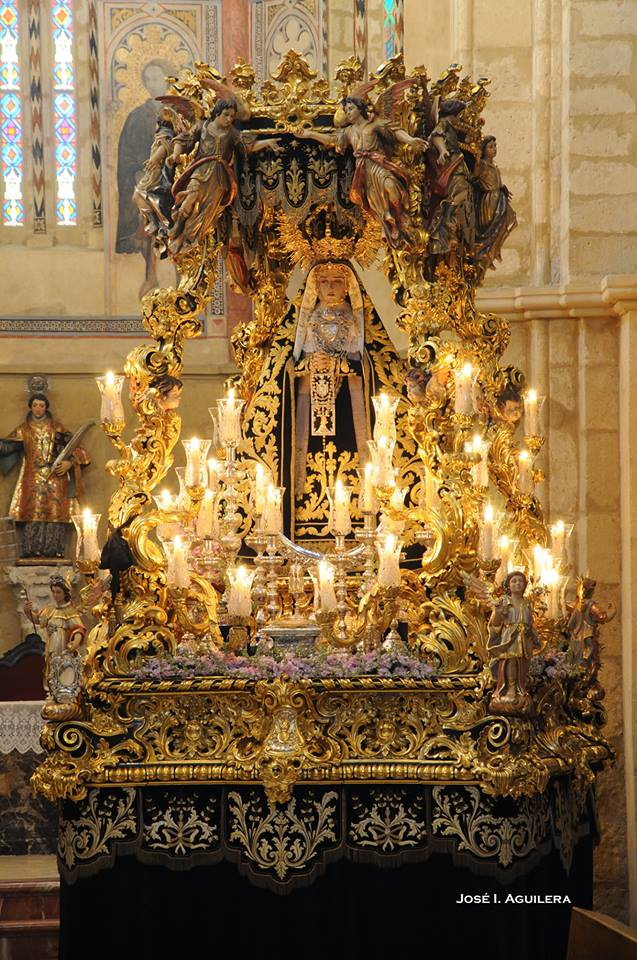
Ntra. Sra. Madre de Dios en sus Tristezas sobre su paso procesional.

La imagen de Nuestra Señora Madre de Dios en sus Tristezas es una bellísima Dolorosa del siglo XVII, atribuida indiscutiblemente al imaginero antequerano Antonio del Castillo. La imagen fue adquirida en la vecina ciudad de Écija por la Hermandad en el año 1975, año en el que sería restaurada por Miguel Arjona, volviendo a ser sometida este proceso en 2015 por Ana Infante.
Se trata de una Imagen de busto que sólo tiene tallados rostro y manos. Su rostro juvenil, sobrecogido por el dolor, con el entrecejo fruncido y labios entreabiertos en actitud dialogante, y presenta las manos entrelazadas a modo de rezo y compasión.
Posee una de los pasos más característicos de la Semana Santa andaluza, y es Baldaquino en el que procesiona cada Lunes Santo. Se trata de una pieza única y excepcional realizada en madera dorada y policromada, debida al artista cordobés Miguel Arjona Navarro, quien en 1980 dio forma a los dibujos que cinco años antes creara Miguel del Moral. Ornamentado con la peana, a conjunto con el baldaquino y los candelabros, jarras y calle central realizados en plata de ley. 
Este conjunto procesional nos presentó en su momento una manera de procesionar completamente nueva y original, ya que acostumbramos a ver las imágenes Dolorosas bajo Palios de influencias sevillanas, o incluso a la ausencia de Palio como tal. Nada más lejos de la realidad, el templete o baldaquino había estado presente en nuestras calles desde varios siglos antes, tanto en la capital cordobesa y su provincia como en otras ciudades y localidades de la geografía andaluza y española. Entre su ajuar destacan varios rostrillos, uno de oro de ley estilo rocalla, y otro también de oro y piedras preciosas y su Manto procesional bordado en oro sobre terciopelo negro está inspirado en las yeserías de la Capilla de San Fernando de la Mezquita-Catedral, característico por sus grandes trazos y estrellas de nueve puntas.

## Hábito
Túnica y cubre rostro negro, fajín negro, Escapulario Carmelita de la Hermandad, zapatillas de cáñamo y rosario negro.

## Música
No lleva acompañamiento musical mediante Bandas, sino que va acompañado por Coros, en su origen fundados por Pablo García Baena, cordobés destacable dentro del mundo de las artes, el cual formaba parte del llamado "Grupo cántico".
Está formado por dos coros:
- PASO DEL STMO. CRISTO DEL REMEDIO DE ÁNIMAS: Coro de hermanos cantando el ´´Miserere`` en el primer paso.
- PASO DE NTRA. SEÑORA MADRE DE DIOS EN SUS TRISTEZAS: Coro de hermanas cantando el ´´Stabat Mater`` en el segundo paso.

## Patrimonio

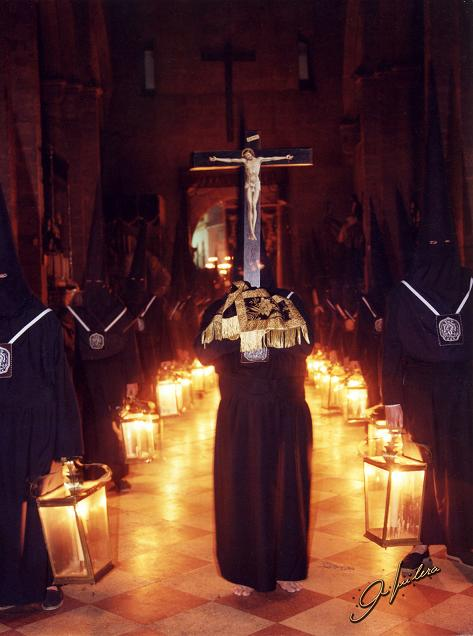
Cruz de Guía de la Hermandad, momentos previos a la salida de la Cofradía a la calle, en la tarde-noche del Lunes Santo.

- Cruz de Guía, autor desconocido y sin datar.
- Estandarte de Cristo (1992) con bordados en oro del siglo XVIII y pintura de Rafael Medina.
- Cráneo coronado con corona real, símbolo de la muerte reinante en el mundo hasta la redención de Cristo, tiene corona de plata de ley del siglo XVIII.
- Libro de Reglas, que contiene los Estatutos de la Hermandad de 1690, realizado en orfebrería en plata de Ley sobre terciopelo rojo.
- Estandarte Sacramental (1987) bordado en oro por Antonio Castelló, con antiguo medallón bordado en torno al siglo XVII.
- Palio de Respeto, tras el paso del Señor, con bordados en oro del siglo XVIII, pasados en 1956.
- Bandera de Duelo en damasco negro.
- Paño de Verónica obra de Miguel del Moral en 1998.
- Estandarte de la Virgen, bordado en oro del siglo XVIII, pasados por las Filipensas y pintura de Rafael Medina.[3]
- Faldones del Cristo, bordados en oro y sedas de colores realizados por José Luis Guerra.
- Corona de Espinas, Potencias y Clavos en forma de azucenas, realizadas en oro de Ley y rubíes, por Emilio León, sustituyendo las anteriores sustraídas.

## Itinerario
Plaza de San Lorenzo (19:45) , Arroyo de San Lorenzo (20:00) , Puerta Nueva , Alfonso XII , Plaza de San Pedro (20:30) , Don Rodrigo , Lineros , Romero de Torres (21:00) , Paseo de la Ribera , Ronda de Isasa , Carrera Oficial (21:30-22:30) ,Magistral González Francés , Cardenal González (23:00) , San Fernando , Diario Córdoba , Claudio Marcelo (23:30) , María Cristina , Alfonso XIII , San Pablo , Plaza de San Andrés (00:00) , Realejo y Arroyo de San Lorenzo (00:30).

## Paso por Carrera Oficial
| Predecesor: Vía Crucis | Orden de entrada en la carrera oficial (Lunes Santo) Sexto lugar | Sucesor: La Agonía |